# Caiman venezuelensis
Caiman venezuelensis — вимерлий вид кайманів, який мешкав у Південній Америці в плейстоцені. Голотип C. venezuelensis — OR-1677, часткова ліва передщелепна кістка — був виявлений у місцевості El Breal of Orocual, у формації Mesa, у штаті Monagas, Венесуела, країна, звідки походить назва їх виду.
Cidade та ін. (2019) відкинули класифікацію C. venezuelensis як окремого виду та вважали його молодшим синонімом сучасного Caiman crocodilus.

## Опис
Довжина передщелепної кістки, що збереглася, становить 24.6 міліметра, а загальна довжина приблизно від 28 до 30 міліметрів. Він має міцну передщелепну поверхню, отвір, розвинений у четвертому зубі щелепної кістки, і короткі проміжки між альвеолами, що вказує на те, що, попри його розмір, їхні характеристики відрізнялися від нинішніх молодих алігаторидів, і, отже відповідає майже дорослій чи дорослій особині. Тоді C. venezuelensis міг бути одним із найменших відомих видів алігаторидів, навіть меншим за карликових кайманів роду Paleosuchus. Його також відрізняє від інших алігаторидів довга вузька передщелепна кістка, приблизно в два рази довша за ширину.

## Розповсюдження
Попри велику кількість скам'янілостей пліоцену і плейстоцену в Південній Америці, останки крокодилів цих періодів рідкісні, фрагментарні і, як правило, мало вивчені. C. venezuelensis є однією з небагатьох підтверджених знахідок окремого виду цього періоду і може допомогти прояснити історію цієї групи після міоцену.